# Сложное движение

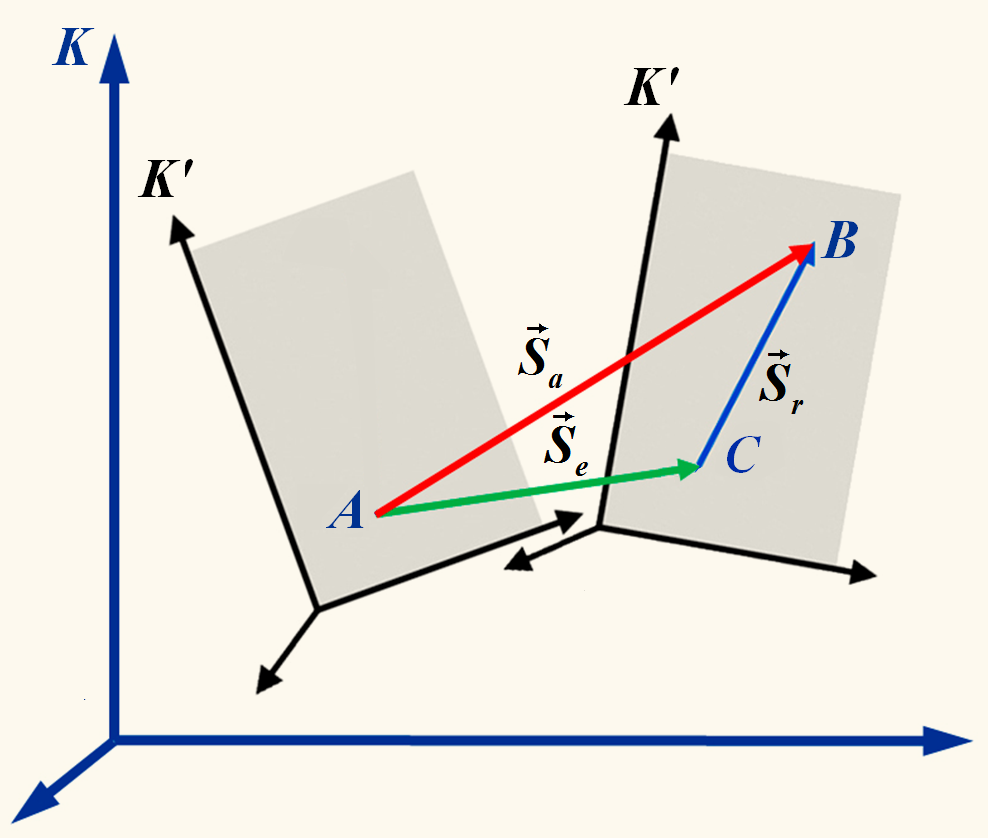
Пример сложного движения

В физике, при рассмотрении нескольких систем отсчёта (СО), возникает понятие сложного движения — когда материальная точка движется относительно какой-либо системы отсчёта, а та, в свою очередь, движется относительно другой системы отсчёта. При этом возникает вопрос о связи движений точки в этих двух системах отсчета (далее СО).

## Геометрия задачи

Материальная точка в двух СО.

Обычно принимают одну из СО за базовую («абсолютную», «лабораторную», «неподвижную», «СО неподвижного наблюдателя», «первую», «нештрихованную» и т. п.), другую называют «подвижной» («СО подвижного наблюдателя», «штрихованной», «второй» и т. п.) и вводят следующие термины:
- абсолютное движение — это движение материальной точки/тела в базовой СО. В этой СО радиус-вектор тела будем обозначать {\displaystyle {\vec {r}}(t)}, а скорость тела — {\displaystyle {\vec {V}}_{r}(t)};
- относительное движение — это движение материальной точки/тела относительно подвижной системы отсчёта. В этой СО радиус-вектор тела — {\displaystyle {\vec {r'}}(t)}, скорость тела — {\displaystyle {\vec {V}}_{r'}(t)};
- перено́сное движение — это движение подвижной системы отсчета и всех постоянно связанных с нею точек пространства[2] относительно базовой системы отсчета. Переносное движение материальной точки — это движение той точки подвижной СО, в которой в данный момент времени находится эта материальная точка. Радиус-вектор начала системы координат подвижной СО — {\displaystyle {\vec {R}}(t)}, его скорость — {\displaystyle {\vec {V}}_{R}(t)}, угловая скорость вращения подвижной системы отсчета относительно базовой — {\displaystyle {\vec {\omega }}_{R}(t)}. Если эта угловая скорость равна нулю, говорят о поступательном движении подвижной СО.

Переносная скорость {\displaystyle {\vec {V}}_{e}(t)} — это скорость в базовой системе отсчёта произвольной точки, зафиксированной относительно подвижной СО, обусловленная движением этой подвижной СО относительно базовой. Например, это скорость той точки подвижной системы отсчёта, в которой в данный момент времени находится материальная точка. Переносная скорость {\displaystyle {\vec {V}}_{e}(t)} равна {\displaystyle {\vec {V}}_{R}(t)={\frac {d{\vec {R}}}{dt}}} только в тех случаях, когда подвижная СО движется поступательно.
Вводятся также понятия соответствующих ускорений {\displaystyle {\vec {a}}_{r}(t)}, {\displaystyle {\vec {a}}_{r'}(t)}, {\displaystyle {\vec {a}}_{R}(t)}, {\displaystyle {\vec {\varepsilon }}_{R}(t).} и {\displaystyle {\vec {a}}_{e}(t)}.
С точки зрения только чистой кинематики (задачи пересчёта кинематических величин — координат, скоростей, ускорений — от одной системы отсчета к другой) не имеет значения, является ли какая-то из систем отсчета инерциальной или нет; это никак не сказывается на формулах преобразования кинематических величин при переходе от одной системы отсчета к другой (то есть эти формулы можно применять и для перехода от одной произвольной неинерциальной вращающейся системы отсчета к другой).
Однако для динамики инерциальные системы отсчета имеют особое значение: в них механические явления описываются наиболее простым образом и, соответственно, уравнения динамики формулируются изначально именно для инерциальных систем отсчета. Поэтому особенно важны случаи перехода от инерциальной системы отсчета к другой инерциальной, а также от инерциальной к неинерциальной и обратно.
В дальнейшем изложении по умолчанию базовая СО предполагается инерциальной, а на подвижную никаких ограничений не накладывается.

## Классическая механика
Классическая механика опирается на представления о Евклидовом пространстве и принцип относительности Галилея, что позволяет использовать преобразования Галилея.

### Кинематика сложного движения точки

Траектории одного и того же движения в разных системах отсчёта.
Вверху (в инерциальной системе): дырявое ведро с краской двигают на по прямой над поворачивающейся театральной сценой. Траектория прямая.
Внизу (в неинерциальной системе): то же самое, но при взгляде с точки зрения наблюдателя, стоящего на вращающейся сцене. Траектория кривая, и соответствует следу от краски на сцене.

Кинематика движения, основанная на анализе траектории движущегося тела, в общем случае не даёт полной информации для классификации этих движений. Так, движение по прямой в неинерциальной системе отсчёта может быть криволинейным (и, следовательно, обусловленным действующими на тело силами) в инерциальной СО. И, наоборот, прямолинейное в инерциальной СО может быть криволинейным в неинерциальной, и, следовательно, провоцировать представление о якобы действующих на тело силах.

#### Путь
Абсолютное движение и его путь представлены изменением радиуса вектора {\displaystyle {\vec {r}}}, рассматриваемого в виде суммы векторов переносного и относительного движений:
{\displaystyle {\vec {r}}={\vec {R}}+{\vec {r'}}.}

#### Скорость
Основные задачи кинематики сложного движения заключаются в установлении зависимостей между кинематическими характеристиками абсолютного и относительного движений точки (или тела) и характеристиками движения подвижной системы отсчета, то есть переносного движения. Связь скоростей определяется дифференцированием связи для положений. Для точки эти зависимости являются следующими: абсолютная скорость точки равна геометрической сумме относительной и переносной скоростей, то есть:
{\displaystyle {\vec {V}}_{r}={\vec {V}}_{r'}+{\vec {V}}_{e}.}
Данное равенство представляет собой содержание теоремы о сложении скоростей.
Вместе с приведённым равенством всегда справедливо и соотношение
{\displaystyle {\frac {d{\vec {r}}}{dt}}={\frac {d({\vec {R}}+{\vec {r'}})}{dt}}={\frac {d{\vec {R}}}{dt}}+{\frac {d{\vec {r'}}}{dt}}.}
Однако в общем случае в этом соотношении {\displaystyle {\frac {d{\vec {R}}}{dt}}} не является переносной скоростью, а {\displaystyle {\frac {d{\vec {r'}}}{dt}}} не относительная скорость. Таковыми они становятся только в тех случаях, когда подвижная СО движется поступательно, то есть, не вращаясь.

#### Ускорение
Связь ускорений можно найти путём дифференцирования связи для скоростей, не забывая, что относительное перемещение также может зависеть от времени.
Абсолютное ускорение {\displaystyle {\vec {a}}_{r}(t)} будет равно сумме:
{\displaystyle {\vec {a}}_{r}\ \ =\ \ {\frac {d^{2}{\vec {r}}}{dt^{2}}}\ \ =\ \ {\frac {d^{2}{\vec {R}}}{dt^{2}}}\ \ +\ \ {\frac {d{\vec {\omega }}}{dt}}\times {\vec {r'}}\ \ +\ \ {\vec {\omega }}\times \left[{\vec {\omega }}\times {\vec {r'}}\right]\ \ +\ \ {2\ {\vec {\omega }}\times {\vec {V}}_{r'}}\ \ +\ \ {\vec {a}}_{r'}.}

Здесь:
- сумма первых трех членов называется переносным ускорением {\displaystyle {\vec {a}}_{e}}.

- первый член — переносное поступательное ускорение второй системы относительно первой,

- второй член — переносное вращательное ускорение второй системы, возникающее из-за неравномерности её вращения.

- третий член представляет собой вектор, противоположно направленный осестремительной составляющей {\displaystyle {\vec {r'}}_{n}} вектора {\displaystyle {\vec {r}}}, перпендикулярной {\displaystyle {\vec {\omega }}} (что можно получить, рассматривая это двойное векторное произведение — оно равно {\displaystyle -{\vec {r'}}_{n}\omega ^{2}}) и потому представляет собой осестремительное ускорение. Оно совпадает с нормальным переносным ускорением той точки вращающейся системы, с которой в данный момент совпадает движущаяся точка (не путать с нормальным ускорением движущейся точки, направленным по нормали к её траектории).

- четвертый член есть Кориолисово ускорение, порождаемое взаимным влиянием переносного вращательного движения второй системы отсчета и относительного поступательного движения точки относительно её.
- последний член {\displaystyle {\vec {a}}_{r'}={\frac {d{\vec {V}}_{r'}}{dt}}} — ускорение точки относительно подвижной системы отсчета.

### Кинематика сложного движения тела

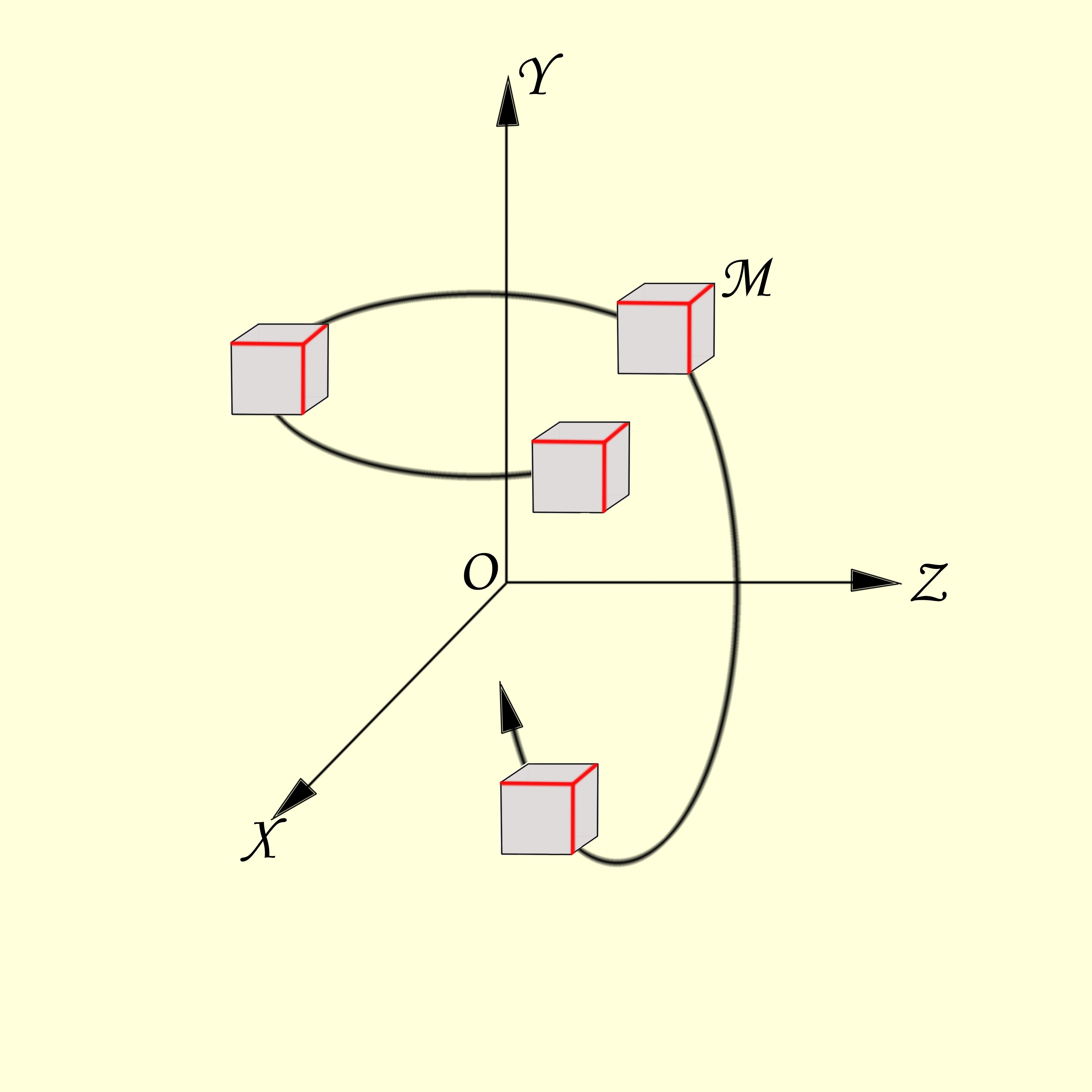
Сложное поступательное движение тела в трёхмерном пространстве

Согласно Первому закону Ньютона, все виды движений при их рассмотрении в инерциальной системе координат могут быть отнесены к одной из двух категорий. А именно — к категории прямолинейных и равномерных (то есть имеющих постоянную скорость) движений, возможных исключительно при отсутствии нескомпенсированных сил, действующих на тело.
Нередко встречающееся, даже в справочной литературе , отнесение этого вида движений к категории поступательных движений противоречит определению понятия «Поступательное движение», поскольку движение, имеющее классификационный признак поступательного, в инерциальной системе может происходить по любой траектории, но не обязательно исключительно по прямой.
К другой категории относятся все остальные виды движений.
Для твёрдого тела, когда все составные (то есть относительные и переносные) движения являются поступательными, абсолютное движение также является поступательным со скоростью, равной геометрической сумме скоростей составных движений. Если составные движения тела являются вращательными вокруг осей, пересекающихся в одной точке (как, например, у гироскопа), то результирующее движение также является вращательным вокруг этой точки с мгновенной угловой скоростью, равной геометрической сумме угловых скоростей составных движений. В общем случае движение будет слагаться из серии мгновенных винтовых движений.
Рассчитать взаимосвязь скоростей разных точек твёрдого тела в разных системах отсчёта можно с помощью комбинирования формулы сложения скоростей и формулы Эйлера для связи скоростей точек твёрдого тела. Связь ускорений находится простым дифференцированием полученного векторного равенства по времени.

### Динамика сложного движения точки

Силы, действующие на тело, находящееся на поверхности Земли. Чертёж относится к рассмотрению сил, действующих на тело, в двух различных системах отсчёта. Первая — инерциальная система отсчёта, вторая — неинерциальная система отсчёта, связанная с вращающейся Землёй. В первом случае на тело действуют сила гравитационного притяжения и реакция опоры. Их сумма (зелёный вектор) играет роль центростремительной силы и заставляет тело вращаться вместе с Землёй. Во втором случае действует дополнительная сила — переносная сила инерции (синий вектор), в результате действие всех сил уравновешивается, и тело в этой системе отсчёта ускорения не испытывает.

Концепция Ньютона о пропорциональности получаемого телом ускорения под действием любой силы в инерциальных системах отсчёта выполняется всегда. Под силой при этом понимается мера механического действия на данное материальное тело других тел, обязательно являющаяся результатом взаимодействия тел. Альтернатив этой концепции в классическом разделе материалистической физики нет.
Однако при рассмотрении движений в неинерциальной системе отсчёта, наряду с силами, происхождение которых можно проследить, как результат взаимодействия с другими телами и полями, возможно ввести в рассмотрение и физические величины другой природы — силы инерции. Их введение и использование позволяет придать уравнению движения тел в неинерциальных системах отсчёта форму, совпадающую с формой уравнения второго закона Ньютона в инерциальных системах отсчёта.
Для того, чтобы различать силы двух упомянутых видов, термин силы инерции часто сопровождают дополнительным определением, таким, как, например фиктивные или кажущиеся.
Привлечение представлений о силах инерции для описания движения тел в неинерциальных системах отсчёта может быть полезным и эффективным. Например, действием силы инерции в системе отсчёта, связанной с вращающейся вокруг своей оси Землёй, может быть объяснён эффект замедления хода маятниковых часов, наблюдающийся по мере их приближения к экватору. Другой пример — действие силы Кориолиса на воду в реках, текущих в меридиональном направлении. Следствием такого действия является неодинаковость размыва правых и левых (по направлению течения) берегов рек. Ещё более значительным является действие силы Кориолиса на морские течения и воздушные потоки в атмосфере.

## Релятивистская механика
Релятивистская механика опирается на неевклидово пространство Минковского и принцип относительности Эйнштейна, что вынуждает прибегать к более сложному преобразованию Лоренца. При скоростях, существенно меньших скорости света, релятивистская механика может быть сведена к классической.

### Скорость
При скоростях, близких к скорости света, преобразования Галилея не являются точно инвариантными и классическая формула сложения скоростей перестаёт выполняться. Вместо этого, инвариантными являются преобразования Лоренца, а связь скоростей в двух инерциальных СО получается следующей:
{\displaystyle v_{x}'={\frac {v_{x}-u}{1-(v_{x}u)/c^{2}}},v_{y}'={\frac {v_{y}{\sqrt {1-{\frac {u^{2}}{c^{2}}}}}}{1-(v_{x}u)/c^{2}}},v_{z}'={\frac {v_{z}{\sqrt {1-{\frac {u^{2}}{c^{2}}}}}}{1-(v_{x}u)/c^{2}}},}
в предположении, что скорость {\displaystyle {\vec {u}}} направлена вдоль оси х системы S. Легко убедиться, что в пределе нерелятивистских скоростей преобразования Лоренца сводятся к преобразованиям Галилея.
Однако вводится величина — быстрота — которая аддитивна при переходе от одной СО к другой.

### Неинерциальные СО
Связь скоростей и ускорений в системах отсчёта, движущихся друг относительно друга ускоренно, является значительно более сложной и определяется локальными свойствами пространства в рассматриваемых точках (зависит от производной тензора Римана).

## Иллюстрации
- Вращение твёрдых тел в невесомости